# Giovanni Clocchiatti
Giovanni Clocchiatti (Udine, 24 giugno 1920 – Lucca, 19 febbraio 1965) è stato un allenatore di calcio e calciatore italiano, di ruolo terzino.

## Carriera

### Giocatore
Giocò in Serie A con Milan e Lucchese.

### Allenatore
Allenò per una stagione la Lucchese in Serie C.